# Анна (приток Битюга)
А́нна — река в Аннинском районе Воронежской области России протяжённостью 22 км, правый приток Битюга (бассейн Дона).

## Этимология
Речка Анна упоминается в 1685 году и отмечается что на ней не было никаких селений. Название реки имеет дорусское (вероятнее всего искажённое тюркское) происхождение.

## Описание
Питание в основном снеговое и дождевое. Река протекает преимущественно в лесистой местности (Первомайское лесничество). Берёт своё начало около села Желанное Аннинского района. На реке Анна стоит районный центр Аннинского района Воронежской области России посёлок Анна.